# 三木仁
三木 仁（みき まさし、1979年9月13日 - ）は、大阪府大阪市出身の元プロ野球選手（内野手）。右投右打。兄は同じく元プロ野球選手の三木肇。

## 来歴・人物
上宮高校ではエース山田真介を擁し、主将、三塁手、三番打者として1997年春の選抜に出場。準決勝に進むが天理高の小南浩史（同大 - 東邦ガス）に抑えられ惜敗。他のチームメイトに遊撃手の渡辺正人がいた。
卒業後は慶應義塾大学に進学。東京六大学野球リーグでは同期の3番・喜多隆志の後、4番打者として2000年、2001年と2度の秋季リーグに優勝。2000年の明治神宮野球大会では中村泰広、山本省吾ら投手陣の好投もあり、決勝で東海大を延長10回の末に降し優勝。4年時には主将を務めた。リーグ通算83試合に出場し、302打数89安打、6本塁打、32打点、打率.295。ベストナイン（三塁手）選出2回。
2002年、大阪近鉄バファローズにドラフト5巡目で入団。入団当初は三塁守備とパワーのある打撃で「ポスト中村紀洋」との声もあった。2003年には一軍に上がり、シーズン最終の2試合に三塁手として先発出場。しかしその後は出場機会に恵まれず、2005年、分配ドラフトによりオリックス・バファローズに移籍。2006年10月5日に戦力外通告を受け、同年限りで引退した。
引退後は父親が経営するアパレル会社への勤務を経て、2010年に起業した。大学同期の喜多が監督を務める興国高校でも指導している。

## 詳細情報

### 年度別打撃成績
| 年 度     | 球 団     | 試 合 | 打 席 | 打 数 | 得 点 | 安 打 | 二 塁 打 | 三 塁 打 | 本 塁 打 | 塁 打 | 打 点 | 盗 塁 | 盗 塁 死 | 犠 打 | 犠 飛 | 四 球 | 敬 遠 | 死 球 | 三 振 | 併 殺 打 | 打 率 | 出 塁 率 | 長 打 率 | O P S |
| --------- | --------- | ----- | ----- | ----- | ----- | ----- | -------- | -------- | -------- | ----- | ----- | ----- | -------- | ----- | ----- | ----- | ----- | ----- | ----- | -------- | ----- | -------- | -------- | ----- |
| 2003      | 近鉄      | 2     | 8     | 8     | 0     | 3     | 1        | 0        | 0        | 4     | 1     | 0     | 0        | 0     | 0     | 0     | 0     | 0     | 3     | 0        | .375  | .375     | .500     | .875  |
| 通算：1年 | 通算：1年 | 2     | 8     | 8     | 0     | 3     | 1        | 0        | 0        | 4     | 1     | 0     | 0        | 0     | 0     | 0     | 0     | 0     | 3     | 0        | .375  | .375     | .500     | .875  |

### 記録
- 初出場・初先発出場：2003年10月3日、対千葉ロッテマリーンズ28回戦（千葉マリンスタジアム）、6番・三塁手として先発出場
- 初打席・初安打：同上、2回表に清水直行から左前安打
- 初打点：2003年10月7日、対オリックス・ブルーウェーブ28回戦（Yahoo!BBスタジアム）、2回表にマック鈴木から左前適時打

### 背番号
- 35（2002年 - 2004年）
- 58（2005年 - 2006年）